# Obando (Badajoz)
Obando és una pedania pertanyent al municipi de Navalvillar de Pela, a la província de Badajoz, comunitat autònoma d'Extremadura (Espanya). L'any 2008, la seva població era de 227 habitants.